# Гололобовка (Тамбовская область)
Гололо́бовка — село в Мичуринском районе Тамбовской области России. Входит в состав Глазковского сельсовета. 

## География
Село находится на правом берегу реки Лесной Воронеж, на расстоянии 27 км к северу от города Мичуринск, административного центра района, и 69 км к северо-западу от города Тамбов, административного центра области.

### Часовой пояс
Село Гололобовка, как и вся Тамбовская область, находится в часовой зоне МСК (московское время). Смещение применяемого времени относительно UTC составляет +3:00.

## Население
| 1989 | 2002 | 2010 |
| ---- | ---- | ---- |
| 718  | ↘608 | ↘551 |

### Национальный состав
Согласно результатам переписи 2002 года, в национальной структуре населения русские составляли 97 % из 608 чел.

## Известные уроженцы
- Панин, Дмитрий Родионович (1886—1959) — советский живописец.

## Достопримечательности
В 2015 году в сельской школе был открыт музей Дмитрия Панина. В музее представлены стенды с информацией о живописце, а также факсимильные репродукции его полотен.